# Luis Retamales
Luis Retamales (6 de octubre de 1987) es un deportista chileno que compitió en judo. Ganó una medalla de bronce en el Campeonato Panamericano de Judo de 2009, en la categoría de –81 kg.

## Palmarés internacional
| Campeonato Panamericano | Campeonato Panamericano  | Campeonato Panamericano | Campeonato Panamericano |
| Año                     | Lugar                    | Medalla                 | Categoría               |
| ----------------------- | ------------------------ | ----------------------- | ----------------------- |
| 2009                    | Buenos Aires (Argentina) | Medalla de bronce       | –81 kg                  |